# フリートス
フリートス(英語: Fritos)は1932年にチャールズ・エルマー・ドゥーリンが設立したコーンチップのブランドであり、1959年以降はフリトレーが生産している。押し出したマサを油で揚げたものである。

## 由来
よく知られている伝説によると、フリートスはテキサス州サンアントニオ発祥である。チャールズ・エルマー・ドゥーリンは、トウモロコシを使ったあまりすぐに悪くならないようなスナック菓子を作りたいという強い願いを持っていたが、マサ生地を押し出してたっぷりの油で揚げるトウモロコシのスナックを作っている男をこの町で見つけたという。ドゥーリンはこの男の特許とレシピを買い上げ、自らのキッチンで母の助けを受けてレシピを完成させた。ドゥーリンは後年、ほぼ同じやり方でチートスも開発している。ドゥーリンは1932年から、フリート・コーポレーションという名前でフリートスを売り始めた。もともとのフリートスに入っていた材料は全粒トウモロコシ粉、トウモロコシ油、塩だけであった。
1952年から67年まで、フリート・キッドが会社の公式マスコットだった。1967年から1971年頃まではフリート・バンディートがマスコットであったが、無法者のイメージがあまり良く受け取られず、このマスコットは廃止された。次はカウボーイのグループであるマンチャ・バンチがマスコットになったが、のちにコメディアンのW・C・フィールズをモデルにしたW・C・フリートスがマスコットになった。

## 派生品
- Adobados (メキシコ)
- BBQ
- Bar-B-Q Hoops (カナダ)
- Chili Cheese
- Chile and Lime (メキシコ)
- Chorizo and Chipotle (メキシコ)
- Chutney (南アフリカ共和国)
- Classic Ranch
- Flamin' Hot
- Limited Edition Wild 'n Mild Ranch (廃止されたフレーバーの限定再発売、2012年末)
- Original
- Peri Peri Waves (南アフリカ共和国、波形チップス)
- Pinch of Salt
- Salt and Lime  (メキシコ)
- Scoops! (広くカップに似た形のチップで、ディップ向け)
- Sweet Chilli (南アフリカ共和国)
- Sweet Chilli Twists ((南アフリカ共和国、フジッリの形のチップス)
- Tomato Sauce (南アフリカ共和国)
- Tomato Ribbons (南アフリカ共和国、通常のフリートスに似たチップス)

さらにフレーヴァー・トウィスツ(Flavor Twists)というサブブランドがあり、アメリカ合衆国内でふたつのフレーヴァーを生産している。
- Honey Barbecue Flavor Twists
- Cheddar Ranch Flavor Twists (マンチーズ・トータリー・ランチ・スナック・ミックスのみ)

### 廃止された商品
- King Size
- Fritos Lite
- Fritos Tabasco
- Fritos Racerz (1990年代末) - トウィスツが導入される前の短期間、レースカーの形のパリパリしたフリートスとして販売されていた菓子。ジェフ・ゴードンが販売した。
- Jalapeño (1980年代末)
- Nacho Cheese (1980年代末-1990年代初頭)
- Wild 'n Mild Ranch (1986-1990年代末)
- Cheddar Ranch Twists (1990年代末-2000年代初頭)
- Jalapeño Cheddar Twists (1990年代末-2000年代初頭)
- Texas Grill - チップスの上に「焼き網の縞」がついた、もとのフリートスより厚い菓子。ハニーバーベキューフレーヴァーはトウィスツに移行した。
- McGraw's Spicy Jalapeño (限定版、2008年と2009年)
- Ballpark Nacho (限定版、2010年)
- Tapatio Flavor Twists
- Tex-Mex Flavor Twists
- Tangy Roasted Corn

### その他の商品
- Fritos Bean Dip[3]